# Лауриновая кислота
Лаури́новая кислота́ (сокращённое обозначение по ИЮПАК 12:0) (додека́новая кислота) С11Н23COOH — одноосновная предельная карбоновая кислота.
Основные источники в рационе человека — кокосовое и пальмоядровое масло.
Название происходит от лавра благородного (лат. Laurus nobilis), плоды которого содержат масло, состоящее в основном из триглицерида лауриновой кислоты.
В чистом виде представляет собой белый порошок со слабым характерным запахом.

## Нахождение в природе
Лауриновая кислота, как компонент триглицеридов, составляет около половины содержания жирных кислот в кокосовом молоке, кокосовом масле, лавровом масле и масле из семян пальмового дерева (не путать с пальмовым маслом). Также содержится в грудном молоке человека (6,2 % от общего количества жира), коровьем молоке (2,9 %) и козьем молоке (3,1 %).
Помимо кокосового и пальмоядрового масел, содержится в более экзотических растительных маслах: в масле бабассу (50 %), пальмоядровое масло (47—51 %), масло пальмы тукума (Astrocaryum vulgare) (42,5—48,9 %), масло пальмы мурумуру (Astrocaryum murumuru) (42,5 %), кокосовое масло
(39—54 %), масло укууба (Virola surinamensis) (15—17,6 %), пальмовое масло (менее 0,5 %), масло киви (менее 0,2 %), масло пассифлоры (менее 0,2 %).

## Применение

### В косметике и быту
Как и многие другие жирные кислоты, лауриновая кислота относительно недорогая, имеет длительный срок хранения, нетоксична и безопасна в обращении. Используется в основном для производства мыла и косметики. Для получения мыла лауриновую кислоту обрабатывают гидроксидом натрия с образованием соли — лаурата натрия. Чаще всего лаурат натрия получают омылением различных масел, таких как кокосовое масло. Это даёт смесь лаурата натрия и солей других жирных кислот (мыла).

### Лабораторное использование
В лаборатории лауриновая кислота может быть использована для определения молярной массы неизвестного вещества криоскопическим методом измерением снижения температуры затвердевания. Применение лауриновой кислоты удобно тем, что температура плавления чистого вещества относительно высока (43,8 °С) и имеет высокую криоскопическую константу (3,9 K·кг/моль). Измерением температуры плавления раствора неизвестного вещества в лауриновой кислоте можно определить молярную массу определяемого соединения.

### Потенциальные терапевтические свойства
Хотя 95 % триглицеридов со средней длиной углеводородной цепи абсорбируются через воротную вену, через неё абсорбируется только 25—30 % лауриновой кислоты.
Лауриновая кислота увеличивает общий сывороточный холестерин больше, чем многие другие жирные кислоты, но большая часть этого увеличения связана с увеличением концентрации липопротеинов высокой плотности (ЛПВП) («хорошего» холестерина в крови). В результате лауриновая кислота была заявлена как оказывающая «более благоприятное воздействие на общий холестерин ЛПВП, чем любая другая исследованная жирная кислота, либо насыщенная, либо ненасыщенная». В целом, более низкое соотношение общего холестерина и холестерина ЛПВП коррелирует с уменьшением атеросклеротического риска. Тем не менее, обширный метаанализ пищевых продуктов, влияющих на общее соотношение холестерина ЛПНП и сыворотки, обнаружил в 2003 году, что независимое влияние лауриновой кислоты на исходы ишемической болезни сердца остаётся неопределённым. Обзор по кокосовому маслу 2016 года (в котором содержание лауриновой кислоты составляет почти половину) также не дал подтверждение относительно влияния на риск сердечно-сосудистых заболеваний.
Подходящая доза лауриновой кислоты зависит от нескольких факторов, таких как возраст пациента, состояние здоровья и ряд других состояний. В настоящее время недостаточно научной информации, чтобы определить подходящий диапазон доз для лауриновой кислоты.